# Oligomyrmex longiceps
Oligomyrmex longiceps är en myrart som beskrevs av Santschi 1929. Oligomyrmex longiceps ingår i släktet Oligomyrmex och familjen myror. Inga underarter finns listade i Catalogue of Life.